# Bae Hyun-jin
Bae Hyun-jin:(coreano: 배현진; 6 de noviembre de 1983): Es una locutora y política de Corea del Sur. Antes de ingresar en política, fue presentadora de la Munhwa Broadcasting Corporation  (MBC), con sede en Seúl, Corea del Sur. Es miembro del Partido del Poder Popular.

## Carrera
Bae se graduó en Comunicaciones y Lengua y Literatura Coreanas en el campus de Seúl de la Universidad de Mujeres Sookmyung después de graduarse de la Escuela Secundaria Dongsan en Ansan, Gyeonggi-do, Corea. Ganó el premio de plata en el Concurso de Oratoria de Sookmyung y el premio de oradora en el Concurso de Oratoria para Estudiantes Universitarios en 2007 cuando era estudiante universitaria. También trabajó como modelo de relaciones públicas para la Universidad de Mujeres Sookmyung durante su etapa de estudiante.
MBC la eligió en noviembre de 2008 entre 1.926 competidores y comenzó a presentar actualizaciones de noticias para el programa de las 5 p. m. Noticias MBC en 2009.
La carrera de Bae en MBC comenzó en noviembre de 2009, presentando últimas actualizaciones de noticias en programas de MBC News y entregando correcciones de errores en coreano en el programa de televisión de MBC "우리말 나들이" (Una visita a nuestro idioma). Ha presentado eventos únicos como los Juegos Asiáticos de Guangzho como presentadora de noticias en 2010. También fue Maestra de Ceremonias del programa de debate de MBC TV, 100 Minute Debate (100분토론), y del programa de radio de MBC, Bae Hyun. -jin's World City Travels (배현진의 세계도시여행), que presenta ciudades mundialmente famosas, en 2010. A veces aparece en programas de televisión de entretenimiento como Three Wheels (세바퀴) e Infinite Challenge (무한도전).
Ha sido presentadora principal con Kwon Jae-hong para el programa MBC News Desk en lugar del locutor Lee Jung-min desde el 8 de abril de 2011. 

## Ataque
En enero de 2024, un joven de 15 años la atacó con una piedra en la nuca en una calle de Seúl.fue hospitalizada en el hospital universitario Soon Chun Hyang. El ataque tuvo lugar en una calle del distrito de Songpa Gu, en Seúl.

## Historia Electoral
| Elección                                      | Año  | Posición                        | Afiliación Partidaria                     | Votos  | Porcentaje de votos | Resultados    |
| --------------------------------------------- | ---- | ------------------------------- | ----------------------------------------- | ------ | ------------------- | ------------- |
| Elecciones parciales de Corea del Sur de 2018 | 2018 | Miembro de la Asamblea Nacional | Partido Libertad de Corea                 | 32,126 | 29.64%              | Derrota (2da) |
| Elecciones Legislativas de 2020               | 2020 | Miembro de la Asamblea Nacional | Partido del Poder Popular (Corea del Sur) | 72,072 | 50.46%              | Victoria      |

## Enlace Externo
- Esta obra contiene una traducción  derivada de «Bae Hyun-jin» de Wikipedia en inglés, publicada por sus editores bajo la Licencia de documentación libre de GNU y la Licencia Creative Commons Atribución-CompartirIgual 4.0 Internacional.